# Assemblée législative de Nouvelle-Galles du Sud
Pour les autres articles nationaux ou selon les autres juridictions, voir Assemblée législative.
58e législature de Nouvelle-Galles du Sud
Parliament House
L'Assemblée législative de Nouvelle-Galles du Sud (en anglais : New South Wales Legislative Assembly) est la chambre basse du Parlement de Nouvelle-Galles du Sud, un État de l'Australie. Elle siège à Sydney, la capitale de l'État.
Les membres de l'Assemblée législative sont élus pour des mandats de quatre ans pour représenter des circonscriptions électorales. Ils sont élus selon le vote alternatif. À l'instar de tous les États et territoires australiens, le vote est obligatoire pour les citoyens australiens ayant l'âge de voter, c'est-à-dire 18 ans.

## Histoire
L'Assemblée législative est créée en 1856 à la suite de l'introduction d'un parlement bicaméral dans la colonie de la Couronne de Nouvelle-Galles du Sud. Le parlement devient une législature d'État lors de la formation de la fédération australienne en 1901. Les femmes obtiennent le droit de vote en 1902 et celui de se présenter à l'Assemblée législative en 1918. En 1925 Millicent Preston-Stanley devient la première femme à être élue à l'Assemblée.

## Système électoral
L'assemblée est dotée de 93 sièges pourvus pour quatre ans au vote à second tour instantané dans autant de circonscriptions électorales. Le vote y est utilisé sous sa forme optionnelle : les électeurs peuvent classer l'intégralité des candidats par ordre de préférences en écrivant un chiffre à côté de chacun de leurs noms sur le bulletin de vote, 1 étant la première préférence. Contrairement à la forme intégrale, les électeurs ne sont pas contraints de faire ce classement pour la totalité des candidats pour que leur vote soit valide. Ils peuvent donc n'indiquer que leur premier et seul choix, ou ne classer qu'une partie des candidats. Au moment du dépouillement, les premières préférences sont d'abord comptées puis, si aucun candidat n'a réuni plus de la moitié des suffrages dans la circonscription, le candidat arrivé dernier est éliminé et ses secondes préférences attribuées aux candidats restants. L'opération est renouvelée jusqu'à ce qu'un candidat atteigne la majorité absolue,. 
Les élections sont fixées tous les quatre ans au quatrième samedi du mois de mars. Le renouvellement intégral de l'assemblée s'accompagne de celui par moitié du Conseil législatif, via un système électoral différent,.

## Composition
En 2023, l'Assemblée législative comprend 93 sièges. Une majorité de 47 votes est nécessaire pour adopter une loi.
| Partis | Partis             | Nombre de sièges |
| ------ | ------------------ | ---------------- |
|        | Parti travailliste | 45               |
|        | Parti libéral      | 24               |
|        | Parti national     | 11               |
|        | Verts              | 3                |
|        | Indépendants       | 10               |
| Total  | Total              | 93               |